# قطعنامه ۴۶۶ شورای امنیت
قطعنامه ۴۶۶ شورای امنیت سازمان ملل متحد که در تاریخ ۱۱ آوریل ۱۹۸۰ تصویب شد، سندی بین‌المللی دربارهٔ آفریقای جنوبی-زیمبابوه است. این قطعنامه طی نشست ۲٬۲۱۱ام با ۱۵ موافق، ۰ مخالف و ۰ ممتنع تصویب شد.